# Állati megismerés

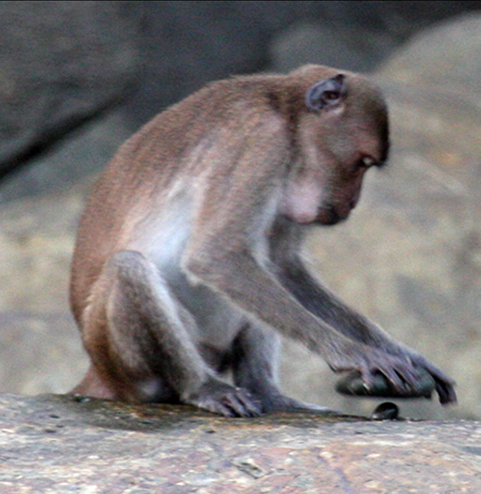
Egy rákevő makákó kőszerszám segítségével feltör egy diót.

Az állati megismerés (kogníció) magában foglalja a nem-emberi állatok mentális képességeit, beleértve a rovarokét is. Az állatok kondicionálásának (ami az állatnak egy bizonyos viselkedésre, vagy körülmény elfogadására idomításának, szoktatásának folyamata) és tanulásának ezen a szakterületen használt tanulmányozása az összehasonlító pszichológiából származik. Erősen befolyásolták az etológiai, viselkedésökológiai és evolúciós pszichológiai kutatások is; néha a kognitív etológia alternatív elnevezéssel illetik. Az állati intelligencia kifejezéshez kapcsolódó számos viselkedés az állati megismerést is magában foglalja.
A kutatók az állati kogníció megértése érdekében vizsgálták emlősök (különösen főemlősök, cetfélék, elefántok, medvék, kutyák, macskák, sertések, lovak, szarvasmarhák, mosómedvék és rágcsálók), madarak (köztük papagájok, baromfiak, varjúfélék, és galambok), hüllők (gyíkok, kígyók és teknősök), valamint halak és gerinctelenek (így például lábasfejűek, pókok és rovarok) megismerési folyamatait.

## Történelmi háttér

### Legkorábbi következtetések

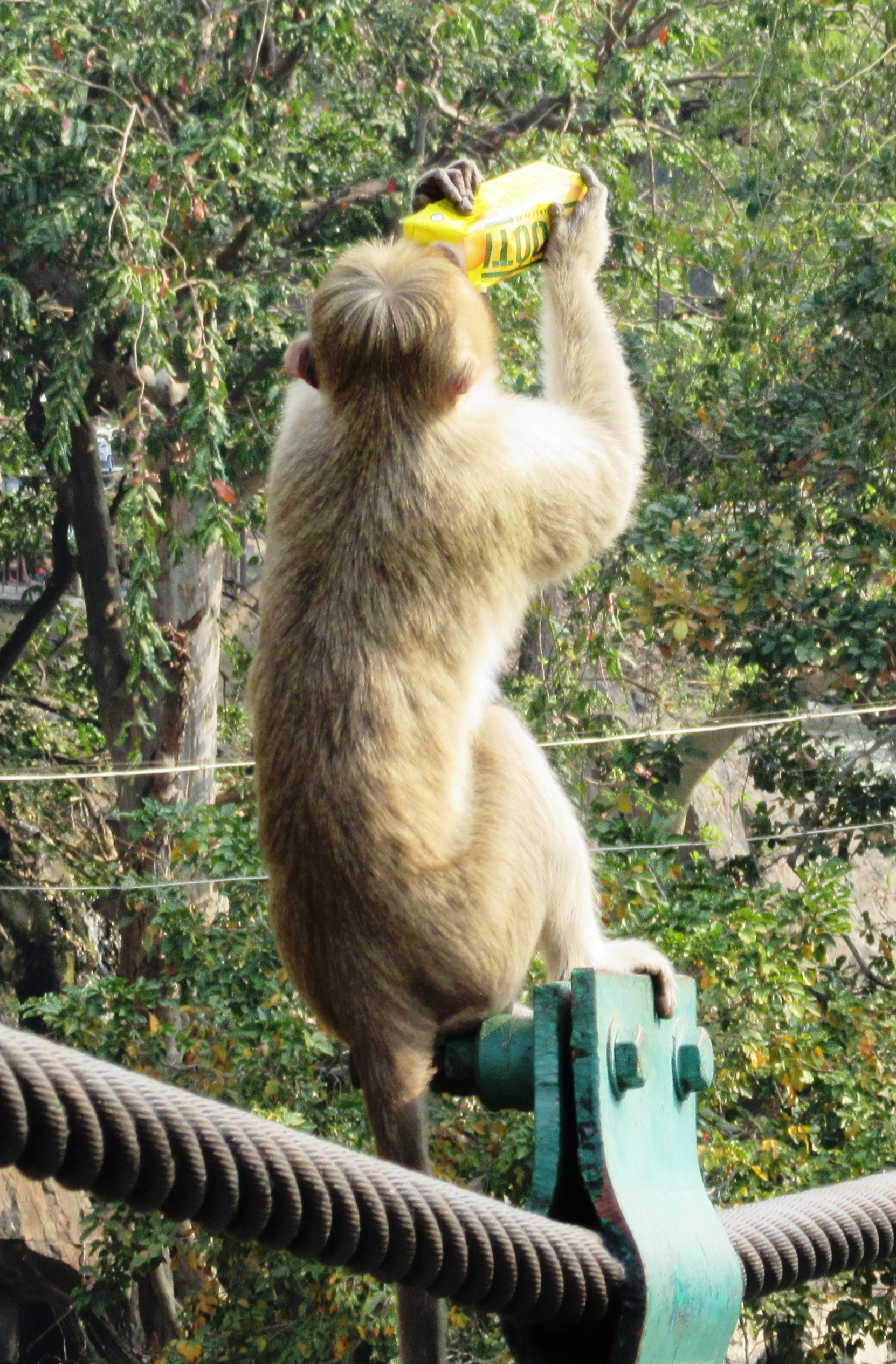
Egy majom Frooti-t iszik egy, a kezében tartott gyümölcsleves dobozból.

A nem emberi állatok értelme és viselkedése évszázadok óta rabul ejti az emberi képzeletet. Sok író, például Descartes, spekulált már az állati ész meglétéről vagy hiányáról. Ezek a spekulációk számos megfigyeléshez vezettek az állatok viselkedésével kapcsolatban, még mielőtt a modern tudomány és vizsgálatok a rendelkezésünkre álltak volna. Ez végül többféle hipotézis felállításához vezetett az állati intelligenciával kapcsolatban.
Ezópusz egyik meséjében, A varjú és a korsó címűben, a szomjas varjú nem tudja elérni a korsó alján talált vizet, ezért kavicsokat ejt a vizesedénybe, egészen addig, amíg a vízszint olyan magasra nem emelkedik, hogy a madár képes legyen elérni azt a csőrével. Ez viszonylag pontosan tükrözte, hogy a corvidák (varjúfélék) rendelkeznek a vízkiszorítás megértéséhez szükséges képességekkel. A legkorábban Idősebb Plinius római természettudós igazolta, hogy az említett történet a varjak valós élethelyzetekben tapasztalható viselkedését tükrözi.
Arisztotelész biológiájában egy ok-okozati láncot feltételezett, amelyben az állat érzékszervei információt továbbítanak egy szervnek, amely képes döntéseket hozni; majd pedig egy motoros szervnek. Arisztotelész kardiocentrizmusa az a nézet, hogy a szív szuverén módon az élő test legfontosabb szerve, implikálja azt a gondolatot, hogy a megismerés is a szívben történik. E téves hiedelem ellenére Arisztotelésznek az állati kognícióval kapcsolatos elképzelése megközelítette az információfeldolgozás néhány modern felfogását.
A korai következtetések nem feltétlenül voltak pontosak vagy alaposak. Ennek ellenére, az állatok mentális képességei és ezeknek az emberekével való összehasonlítása iránti érdeklődés megnőtt a korai mirmekológia, azaz a hangyák viselkedésének tanulmányozása megjelenésével (ennek az első ismert alkalmazása 1902 körül volt), csakúgy, mint amikor Linné (a „Systema Naturae" 10. kiadásában, 1758-ban, a kettős nevezéktant már a Homo sapiensre is alkalmazva, nemcsak az emlősök osztályába, hanem egyúttal) a főemlősök rendjébe is besorolta az embert.

### Morgan kánonja
A 19. és a 20. század fordulóján élő, brit pszichológus, C. Lloyd Morgan (1852-1936) alkotta „Morgan kánonja" (azaz a „parszimónia elve"), továbbra is az összehasonlító (állat)pszichológia egyik alapvető tanétele. Kidolgozott formájában azt írja, hogy:
„Egy állati tevékenység semmi esetre sem értelmezhető a magasabb pszichológiai folyamatok szempontjából, ha az teljes mértékben és világosan értelmezhető a pszichológiai evolúció és fejlődés skáláján alacsonyabban álló folyamatokkal."
Más szavakkal, Morgan úgy vélte, hogy az állatok viselkedésének antropomorf megközelítései tévesek, és az emberek csak akkor tekinthetik a viselkedést például racionálisnak, céltudatosnak vagy szeretetteljesnek, ha nincs más magyarázat a primitívebb életformák viselkedésére. amelyeknek nem tulajdonítjuk azokat a képességeket. (A parszimónia elve szerint tehát egy viselkedést mindig a lehető legegyszerűbb magyarázatok irányából kell megközelíteni, és a legalacsonyabb rendű, még világos magyarázatot adó pszichikai kapacitással kell indokolni.)

### Az anekdotától a laboratóriumig
Az állati intelligenciával kapcsolatos találgatások fokozatosan átengedték magukat a tudományos kutatásnak, miután Darwin az embereket és az állatokat egy kontinuumra helyezte. Igaz, Darwin, nagyrészt anekdotikus megközelítése a kogníció témájában a későbbiekben sem állná ki a tudományosság próbáját.
Ezt a módszert terjesztette volna ki pártfogoltja, George J. Romanes, aki az évek során kulcsszerepet játszott a darwinizmus védelmében és finomításában. Mégis, Romanes munkája két fő hibájáról híresült el a leginkább: az anekdotikus megfigyelésekre fókuszálásáról és arról, ahogy megrögzötten az antropomorfizmusra összpontosít.
Mivel elégedetlen volt a korábbi megközelítéssel, E.L. Thorndike bevitte az állatok viselkedését a laboratóriumba objektív vizsgálat céljából. Thorndike gondos megfigyelései során – a macskák, kutyák és csibék kirakósdobozokból való szökéséről – arra a következtetésre jutott, hogy ami a naiv emberi megfigyelő számára intelligens viselkedésnek tűnik, az szigorúan egyszerű asszociációknak tulajdonítható is lehet. A Morgan kánonját használó Thorndike szerint szükségtelen és félrevezető az állati ész, belátás vagy tudatosság létére következtetni.
Körülbelül ugyanebben az időben I.P. Pavlov megkezdte a kutyák kondicionált reflexeinek alapos tanulmányozását. Pavlov gyorsan szakított azokkal a megközelítésekkel, amelyek a kutyáknál mentális folyamatok meglétére következtettek; Az ilyen próbálkozások szerinte csak nézeteltérésekhez és zűrzavarhoz vezettek. Ehelyett azonban olyan láthatatlan fiziológiai folyamatokra hivatkozott, amelyek magyarázatot adhatnak megfigyeléseire.

### A behaviorista fél évszázad
Az állatok viselkedésével kapcsolatos kutatások irányát, több mint fél évszázadra Thorndike, Pavlov és – valamivel később a szókimondó viselkedéskutató –, John B. Watson munkái határozták meg. Ez idő alatt figyelemre méltó előrelépés történt az egyszerű asszociációk megértésében; nevezetesen, 1930 körül először Miller és Kanorski, majd B.F. Skinner tisztázta a különbségeket Thorndike instrumentális (vagy operáns) kondicionálása és Pavlov klasszikus (vagy pavlovi) kondicionálása között. Számos kondicionálási kísérlet következett; létrehoztak néhány komplex elméletet, de alig vagy egyáltalán nem hivatkoztak a beavatkozó mentális folyamatokra.
Valószínűleg Skinner radikális behaviorizmusa volt a legnyilvánvalóbb elutasítása annak az elképzelésnek, hogy a mentális folyamatok irányítják a viselkedést. Ez a nézet úgy próbálja megmagyarázni a viselkedést – beleértve olyan „privát eseményeket" is, mint a mentális képek -, hogy kizárólagosan az adott embert vagy állatot érintő környezeti eshetőségekre hivatkozik.
Az 1960 előtti kutatások túlnyomóan behaviorista irányultsága ellenére, annak elutasítása, hogy az állatokban mentális folyamatok zajlanak, ezekben az években nem volt általános.
Léteztek befolyásos kivételek, például Wolfgang Köhler és belátással rendelkező csimpánzai. (Köhler a csimpánzok problémamegoldási módszereit tanulmányozva jutott el a „belátásos tanulás" folyamatának megkülönböztetéséhez, amelyről az 1917-ben megjelent, A majmok gondolkodásmódja című könyvében értekezik).
E kivételek közé tartozott továbbá Edward C. Tolman, akinek javasolt kognitív térképe jelentős mértékben hozzájárult a későbbi kognitív kutatásokhoz mind az emberek, mind az állatok esetében. (Tolman, aki patkányok labirintusos kísérleteivel a viselkedés célirányosságát vizsgálta és ennek eredményeként a célhoz vezető magatartás komplexitását hangsúlyozta, elsőként vezette be az „inger – válasz" változók közé a "„külső környezetet", mint interveniáló változót. Megközelítését, amelyet „célirányos behaviorizmusnak" is neveznek, az 1932-ben megjelent, Az állatok és az emberek célirányos viselkedése című könyvében írta le. Majd ebből kiindulva, 1948-ban bevezette a „kognitív térkép" fogalmát, ami szerinte az organizmus saját elképzelése arról, hogy hogyan épül fel a környezete, és ezt szintén az inger és az azáltal kiváltott válasz-viselkedés közé ékelődő közbülső változóként képzelte el.)

### A kognitív forradalom
Az 1960 körül kezdődő „kognitív forradalom" az emberkutatásban fokozatosan ösztönözte az állatokkal végzett kutatások hasonló átalakulását. A közvetlenül nem megfigyelhető folyamatokra való következtetés elfogadhatóvá, majd köznapivá vált.
Ennek a gondolkodásban bekövetkező váltásnak Donald O. Hebb neuropszichológus volt az egyik fontos indítványozója. Azt állította, hogy az értelem egyszerűen a fejben zajló folyamatok neve, amelyek a komplex viselkedést vezérlik és ellenőrzik, valamint, hogy szükséges és lehetséges is ezekre a folyamatokra a viselkedésből következtetéseket levonni. Az állatokat egyre inkább „célkereső ágenseknek” tekintették, amelyek a kognitív komplexitás számos szintjén szereznek, tárolnak, keresnek vissza és dolgoznak fel belsőleg információkat.

## Módszerek
Az állatok kogníciójával kapcsolatos kutatások felgyorsulása az elmúlt 50 évben a vizsgált fajok és az alkalmazott módszerek gyors bővüléséhez vezetett. Különös figyelmet szenteltek a nagy agyú állatok, például a főemlősök és a cetfélék sajátos viselkedésének kutatására, de mindenféle nagy és kicsi állatot (madarakat, halakat, hangyákat, méheket és másokat) bevittek a laboratóriumba, vagy gondosan kontrollált terepkutatások keretében figyeltek meg. A laboratóriumban az állatok rudakat tolnak, zsinórokat húznak, ásnak az élelemért, vízi labirintusokban úsznak, vagy a számítógép képernyőjén megjelenő képekre reagálnak, hogy információt szolgáltassanak a megkülönböztetés, a figyelem, a memória és a kategorizálás témakörében folyó kísérletekhez. Gondos terepkutatások tárják fel a táplálék elraktározásához kapcsolódó memóriát, a csillagok segítségével zajló navigálás, a kommunikáció, az eszközhasználat, a fajtársak azonosítása és sok más, az állati megismerés problémaköréhez tartozó kérdést. A tanulmányok gyakran az állatok természetes környezetükben tanúsított viselkedésére összpontosítanak, és megvitatják a viselkedésnek a fajok szaporodásában és túlélésében feltételezett funkcióját. Ezek a fejlemények egyúttal a kapcsolódó területek, például az etológia és a viselkedésökológia, fokozódó egymásra hatását, egymás kölcsönös fejlesztésére gyakorolt fokozott hatását is tükrözik. A viselkedési idegtudomány hozzájárulásai például elkezdik tisztázni néhány kikövetkeztetett mentális folyamat fiziológiai alapját.
Egyes kutatók hatékonyan alkalmazták Piaget-nek a gyermek kognitív fejlődésével kapcsolatos megközelítését (a genetikus episztemológiát, amely szerint a fogalmak egyszerű, tapasztalathoz kötött sémák révén egyre komplexebbé váló struktúrákat alkotnak; így a pszichés fejlődés a világ megismerő ábrázolásának és szemléltetésének – azaz kognitív reprezentációjának és rekonstrukciójának a – folyamatos differenciálódásán keresztül valósul meg; a fejlődési folyamat két alapvető, egymást folyamatosan kiegyensúlyozó tényezője az asszimiláció és az akkomodáció). Olyan feladatokat választottak, amelyekről ismeretes, hogy az emberi gyermekek csak fejlődésük különböző szakaszaiban sajátítanak el, majd megvizsgálták, hogy egy-egy konkrét állatfaj kísérleti egyedei ezek közül melyiket tudják végrehajtani.
Másokat az állatok jólétével és a háziasított fajok irányában tanúsított bánásmóddal kapcsolatos aggályok inspiráltak; Temple Grandin például az állatjólét és a haszonállatokkal (elsősorban a szarvasmarhákkal) való etikus bánásmódja terén szerzett egyedülálló szakértelmét kamatoztatta, hogy rávilágítson az emberek és más állatok közötti hasonlóságokra. Módszertani szempontból az ilyen jellegű munkák egyik fő kockázata az antropomorfizmus, az a tendencia, hogy az állatok viselkedését emberi érzések, gondolatok és motivációk alapján értelmezzük.

## Kutatási kérdések

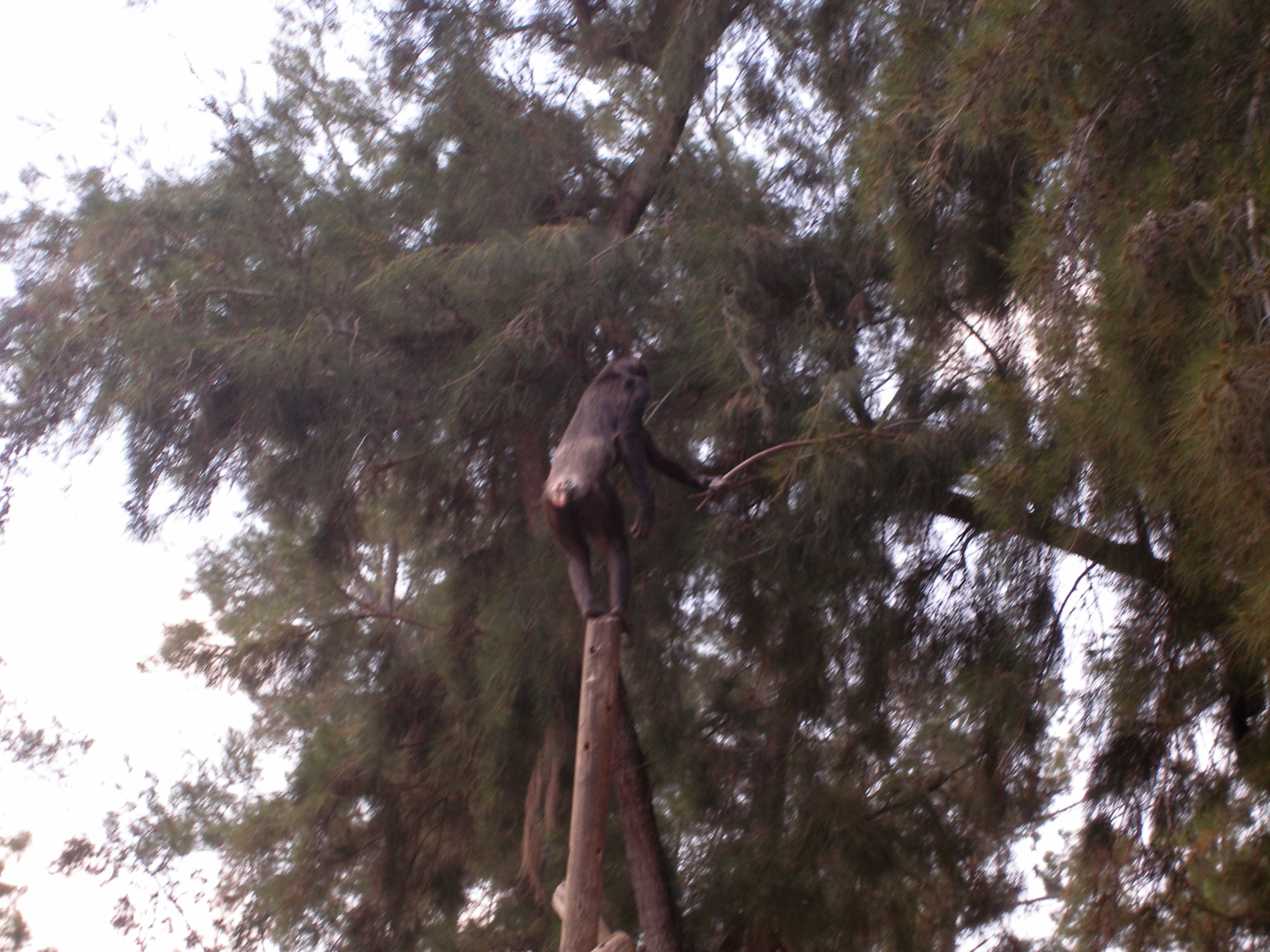
A közönséges csimpánz tud eszközöket használni. Ez az egyed egy botot használ az étel megszerzéséhez.

Az emberi és a nem-emberi állati kognícióban sok a közös, ami az alábbiakban összefoglalt kutatásban is tükröződik; az itt található címsorok többsége egy emberi megismerésről szóló cikkben is megjelenhetne. Természetesen a két terület kutatása fontos szempontokból el is tér egymástól. Nevezetesen, hogy sok, emberrel végzett kutatás vagy tanulmányozza, vagy magában foglalja a nyelvet; ugyanakkor sok, állatokkal végzett kutatás közvetlenül vagy közvetve a természetes környezetben való túléléshez fontos viselkedésekhez kapcsolódik. Az alábbiakban összefoglaljuk az állati kogníció kutatásának néhány fő területét.

### Észlelés
Az állatok a környezet érzékelésére a szemből, a fülből és más érzékszervekből származó információkat dolgozzák fel. Számos faj esetében tanulmányozták a percepciós folyamatokat azzal az eredménnyel, hogy ezek gyakran hasonlóak az emberek észlelési folyamataihoz.
Szintén érdekesek azok az érzékelési folyamatok, amelyek eltérnek az embernél tapasztaltaktól, vagy túlmutatnak azokon, mint például a denevéreknél és delfineknél az echolokáció, a halak bőrreceptorok általi mozgásérzékelése, valamint egyes madarak rendkívüli látásélessége, mozgásérzékenysége és az ultraibolya fény érzékelésére való képessége.

### Figyelem
Sok minden, ami a világon bármely pillanatban történik, irreleváns a jelenlegi viselkedés szempontjából. A figyelem azokra a mentális folyamatokra vonatkozik, amelyek kiválasztják a releváns információkat, gátolják az irreleváns információk előtérbe helyeződését, és a szituáció igényeinek megfelelően váltogatnak ezek között.
A szelekció folyamata gyakran a releváns információk megjelenése előtt beindul; ez a „várakozó állapot" lehetővé teszi a kulcsingerek gyors kiválasztását, amikor elérhetővé válnak. Nagy mennyiségű kutatás tárta fel, hogy a figyelem és a várakozás hogyan befolyásolják a nem-emberi állatok viselkedését, és e munkák nagy része arra utal, hogy a figyelem a madarakban, az emlősökben és a hüllőkben nagyjából ugyanúgy működik, mint az emberekben.

#### Szelektív tanulás
Azokról az állatokról, amelyeket kiképeztek két inger – mondjuk a fekete és a fehér – közötti különbségtételre, elmondható, hogy jelen vannak az „okosság dimenziójában", de ez keveset mond arról, hogy vajon a választásaik során ezt a dimenziót részesítik-e előnyben más dimenziókkal szemben.
Erről további ismereteket szerezhetünk azokból a kísérletekből, amelyek lehetővé teszik az állat számára, hogy több alternatíva közül válasszon. Például, számos tanulmány kimutatta, hogy a teljesítmény jobb egy színmegkülönböztetéses feladat esetében (pl. kék vs. zöld), ha az állat korábban már megtanult egy másik színmegkülönböztetést (pl. piros vs narancs), mintha egy ettől eltérő, például az alaki különbségtétel dimenziójában (pl. X alak vs O alak) kapott volna korábban kiképzést – mivel fordított hatás következett be a formák megkülönböztetését célzó tréning után. Úgy tűnik tehát, hogy a korábbi tanulás befolyásolja, hogy az állat melyik dimenzió: a szín, vagy a forma alapján fog különbséget tenni.
Más kísérletek rámutattak arra, hogy miután az állatok megtanultak reagálni a környezet egyik aspektusára, a többi szempontra való fogékonyságuk elfojtódott. A „blokkolás” során például, egy állatot úgy kondicionálnak, hogy reagáljon egy ingerre („A") úgy, hogy ezt az ingert jutalommal vagy büntetéssel párosítja. Miután az állat konzisztensen reagál A-ra, a kutató bevezet egy második ingert („B"-t), amely A-t kíséri majd a további tréning gyakorlatokon. A későbbi tesztek önmagában a B ingerrel csekély választ váltanak ki, ami arra utal, hogy a B-ről való tanulást gátolta az A-ról való előzetes tanulás. Ez az eredmény megerősíti azt a hipotézist, hogy az ingereket elhanyagolják, ha azok nem nyújtanak új információt. Így az imént említett kísérletben az állat nem veszi figyelembe B-t, mert B nem adott hozzá információt az A által kínálthoz. Ha igaz, ez az értelmezés fontos betekintést nyújt a figyelem folyamatába, bár ez a konklúzió továbbra is bizonytalan marad, mert a blokkolás és számos ehhez kapcsolódó jelenség megmagyarázható lehet a kondicionálás olyan modelljeivel, amelyek nem mozgósítják a figyelmet.

#### Megosztott figyelem
A figyelem korlátozott erőforrás, és nem egy „mindent vagy semmit” típusú válasz: minél több figyelmet szentelünk a környezet egy-egy aspektusának, figyelmünk annál kevésbé elérhető a környezet más aspektusai számára. Ezt állatokon is számos kísérletben tanulmányozták. Az egyik kísérletben egy hangot és egy fényt egyszerre mutatnak be a galamboknak. A galambok csak a két inger megfelelő kombinációjának kiválasztásával nyernek jutalmat (pl. ha a magas frekvenciájú hangot a sárga fénnyel együtt választják). A madarak jól teljesítenek ebben a feladatban, feltehetőleg azért, mert megosztják a figyelmüket a két inger között. Mikor az ingerek közül csak az egyik változik, a másik pedig a jutalmazott értékén jelenik meg, a változó inger megkülönböztetése javul, de az alternatív inger diszkriminációja romlik. Ezek az eredmények összhangban vannak azzal az elképzeléssel, hogy a figyelem egy korlátozott erőforrás, amely eltérő mértékben fókuszál a beérkező ingerekre.

#### Vizuális keresés és a figyelem előhangolása
Ahogy fentebb megjegyeztük, a figyelem funkciója az, hogy kiválassza az állat számára különösen hasznos információkat. A vizuális keresés jellemzően ezt a fajta szelekciót hívja elő, ezért a keresési feladatokat széles körben alkalmazzák az ember és az állatok esetében egyaránt, a figyelmi szelekció jellemzőinek és az azt irányító tényezőknek a meghatározására.
Az állatokon végzett vizuális kereséssel kapcsolatos kísérleti kutatásokat kezdetben a Luc Tinbergen (1960) által publikált, terepen zajló megfigyelések ösztönözték. Tinbergen megfigyelte, hogy a madarak szelektívek, amikor táplálkozás céljából rovarokat keresnek. Azt találta például, hogy a madarak hajlamosak voltak ismételten elkapni ugyanazt a rovarfajtát, még akkor is, ha többféle rovar is elérhető volt. Tinbergen azt feltételezte, hogy ez a zsákmányválasztás egy olyan figyelmi torzítás következménye volt, amely az egyik rovartípus észlelését javította, miközben elnyomta a többi rovartípus észlelését. Erről a „figyelem-előhangolásról” általában azt mondják, hogy a vizsgált tárgy mentális reprezentációjának a gyakorlati próba előtti aktiválása eredményezi, amelyet Tinbergen „keresőképnek” nevezett.
Tinbergennek az előhangolással kapcsolatos terepi megfigyeléseit számos kísérlet támasztotta alá. Például Pietrewicz és Kamil (1977, 1979) (akik – ahogy azt a Search image formation in the blue jay című tanulmányukban leírják – kék szajkókat képeztek ki arra, hogy Catocala lepkéket ismerjenek fel tárgylemezeken); majd a kék szajkóknak háromféle fatörzs képét mutatták be: az egyiken egy A fajtájú lepke pihent, a másikon egy B fajtájú lepke, a harmadikon pedig egyáltalán nem tartózkodott lepke. A madarakat jutalmazták, ha megcsípték a megfelelő, A, vagy B lepkét ábrázoló képet, vagy a lepkét nem ábrázoló képet. Lényeges, hogy egy adott lepkefajta detektálásának valószínűsége nagyobb volt az adott fajtával végezett ismételt próbákat követően (pl. A, A, A,...), mint a kevert próbák után (pl. A, B, B, A, B, A, A...). Ezek az eredmények ismét arra utalnak, hogy a tárggyal való sorozatos találkozások figyelmi fogékonyságot, prediszpozíciót teremthetnek a tárgy vizuális percipiálására.
Egy másik módja a figyelem előhangolásának a keresésben egy előzetes, a céllal már társított szignál bemutatása. Például, ha valaki az énekes veréb hangját hallja, prediszponált lehet arra, hogy énekes verebet észleljen egy cserjében vagy más madarak között. Állatok esetében számos kísérlet reprodukálta ezt a hatást.
Megint más kísérletek a vizuális keresés sebességét és pontosságát befolyásoló ingertényezők természetét kívánták feltárni. Például egy egyszerű célpont megtalálásához szükséges idő együtt növekszik a látómezőben lévő elemek számával. Ez a reakcióidő-növekedés meredeken emelkedő görbét mutat, ha a figyelemelterelők hasonlóak a célponthoz, kevésbé meredeken emelkedő görbét mutat, ha a célpont és a figyelemelterelők nem hasonlítanak egymáshoz, és előfordulhat, hogy a reakcióidő-növekedés nem is következik be, ha a zavaró tényezők formájukban vagy színükben nagyon eltérőek a célponttól.

### Fogalmak és kategóriák
Az alapvető, de nehezen definiálható „fogalom” fogalmát több száz évig vitatták a filozófusok, mielőtt a pszichológiai tanulmányok középpontjába került. A fogalmak lehetővé teszik az emberek és állatok számára, hogy funkcionális csoportokba szervezzék a világot; a csoportok összeállíthatók észlelési szempontból hasonló tárgyakból vagy eseményekből, olyan különböző dolgokból, amelyeknek közös funkciójuk van, olyan kapcsolatokból, mint például az azonos kontra különböző, vagy relációk közötti kapcsolatokból, például analógiákból. Ezekről a kérdésekről kiterjedt viták és számos hivatkozás található Shettleworth (Kogníció, evolúció és viselkedés – 2010), Wasserman és Zentall (Összehasonlító megismerés: Az állati intelligencia kísérleti felfedezései – 2006), valamint Zentall et al. (Fogalmak tanulása állatoknál 2008) című művében. Ez utóbbi ingyenesen elérhető az interneten.

#### Módszerek
Az állati fogalmakkal kapcsolatos legtöbb munka vizuális ingerekkel történt, amelyek könnyen megszerkeszthetők és nagyon változatosan bemutathatók, de alkalmaztak hallási és egyéb ingereket is. A galambokat széles körben használják, mivel kiváló látással rendelkeznek, és könnyen kondicionálhatók a vizuális célpontok lereagálására; de más madarakat és számos más állatfajt is tanulmányoztak. Egy tipikus kísérletben egy madár vagy más állat szembesül egy számítógép-monitorral, amelyen nagy számú kép jelenik meg egyenként, és a kísérleti alany jutalmat kap, ha egy kategória elemének a képét megcsípi vagy megérinti, a nem megfelelő kategóriába sorolásért pedig nem jár jutalom. A kísérleti alany két vagy több kép alternatíva közül választhat. Sok kísérlet végén mutatják az állatnak még soha nem látott dolgok képét; ezeknek a tételeknek a sikeres kiválogatása azt mutatja, hogy az állat nem egyszerűen csak betanult sok konkrét inger-válasz asszociációt.
Egy kapcsolódó módszer, amelyet időnként a relációs fogalmak tanulmányozására használnak, a „matching-to-sample", azaz a mintához való illesztés módszere. (Ezzel a tanult asszociációk rövid távú memóriáját vizsgálják.) Ebben a feladatban az állatnak egy ingert (a leggyakrabban egy bizonyos szinű fényt, vagy egy vizuális mintát) mutatnak be, majd választania kell két vagy több alternatíva közül, amelyek egyike megegyezik a bemutatott ingerrel; az állatot ezután jutalmazzák a megfelelő alternatíva kiválasztásáért.

#### Percepciós kategóriák
A percepciós kategorizálás állítólag akkor fordul elő, amikor egy személy vagy állat hasonló módon reagál ingerek egy közös vonásokkal rendelkező körére. Például egy mókus felmászik a fára, amikor meglátja Rexet, Shep-et vagy Trixie-t, ami azt sugallja, hogy mindhármukat a kerülendő kategóriába sorolja. Az eseteknek ez a csoportokba rendezése elengedhetetlen a túléléshez. Egyebek mellett, egy állatnak kategorizálnia kell, ha egy tárgyról való tanulást (pl. Rex megharapott) az adott kategória új példányaira kívánja alkalmazni (a kutyák haraphatnak).

#### Természetes kategóriák
Sok állat könnyen osztályozza a tárgyakat az észlelt alaki vagy színbeli különbségek alapján. Például a méhek vagy a galambok gyorsan megtanulnak bármely piros tárgyat kiválasztani, és minden zöld tárgyat elutasítani, ha a piros jutalomhoz vezet, a zöld pedig nem.
Sokkal bonyolultabbnak tűnik az állatoknak a színükben és formájukban egymástól nagyon eltérő természeti tárgyak kategorizálására való képessége, még azokban az esetekben is, amikor ezek a tárgyak ugyanahhoz a csoporthoz tartoznak.
Egy klasszikus tanulmányban Richard J. Herrnstein arra tanította a galambokat, hogy reagáljanak az emberi lények jelenlétére vagy hiányára a fényképeken. A madarak könnyen megtanultak olyan fényképeket megérinteni a csőrükkel, amelyeken részleges vagy teljes kép látható az emberről, illetve elkerülni az ember képét nem tartalmazó fotókat, annak ellenére, hogy mind az embereket is megjelenítő, mind az embereket nem megjelenítő képek alakjában, méretében és színében nagy különbségek voltak. Az utóvizsgálatok során a galambok más természeti objektumokat (pl. fákat) kategorizáltak, és a tréning után jutalmazás nélkül is képesek voltak a korábban nem látott fényképeket szortírozni. Hasonló vizsgálatokat végeztek a természetes hallási kategóriákkal, például a madárdallal. A mézelő méhek (Apis mellifera) képesek „fel" és „le" fogalmak kialakítására.

#### Funkcionális vagy asszociatív kategóriák
Az észlelési szempontból nem kapcsolódó ingerek egy osztály tagjaiként is lereagálhatók, ha közös használatuk van, vagy közös következményekkel járnak. Jó példa erre Vaughan (1988) gyakran idézett tanulmánya. Vaughan két tetszőleges halmazra osztotta szét az egymástól független képek nagy halmazát, A-ra és B-re. A galambok élelmet kaptak az A készletben lévő képek megcsípéséért, de nem kaptak jutalmat a B sorozat képeinek megcsípéséért. Miután elég jól megtanulták ezt a feladatot, a kutatók megfordították a kimenetelt: a B készlet elemei ételhez vezettek, az A készlet elemei pedig nem. Majd később megint megfordították a kimenetelt, aztán megint, újra és újra. Vaughan úgy találta, hogy 20 vagy több megfordítás után, a jutalom társítása néhány képpel az egyik sorozatban arra késztette a madarakat, hogy további jutalom nélkül reagáljanak a készlet többi képére, mintha azt gondolták volna, „ha ezek az A sorozatban lévő képek táplálékot hoznak, az A sorozatban lévő többi képnek szintén ételt kell eredményeznie." Vagyis a madarak most minden készlet képeit funkcionálisan egyenértékűnek kategorizálták. Számos más eljárás is hasonló eredményt hozott.

#### Relációs vagy absztrakt kategóriák
Mint azt egy egyszerű „inger mintához illesztése" típusú feladatban (lásd fent) tesztelték, sok állat könnyen megtanulja az elemek konkrét kombinációit, például olyan feladatokat, hogy: „érintse meg a pirosat, ha a minta piros, érintse meg a zöldet, ha a minta zöld." Ez azonban nem bizonyítja, hogy különbséget tesznek az „ugyanaz” és a „különböző” általános fogalmai között. Jobb bizonyítékot szolgáltat, ha a kiképzés után egy állat sikeresen választ egy újszerű mintát, amelyet még soha nem látott. A majmok és a csimpánzok megtanulják ezt a problémát megoldani, akárcsak a galambok, ha sokat és sokféle ingerrel gyakorolnak. Mivel azonban a mintát először mutatják be, a sikeres egyeztetés a mintával jelentheti azt is, hogy az állat egyszerűen a legutóbb látott „ismerős” elemet választja, nem pedig a fogalmilag „azonosat”. Számos tanulmány próbálta megkülönböztetni ezeket a lehetőségeket, vegyes eredménnyel.

#### Szabálytanulás
A szabályok használatát időnként olyan képességnek tekintik, amely csak az emberekre korlátozódik, de számos kísérlet bizonyította az egyszerű szabálytanulási képességek meglétét főemlősökben és más állatokban is. A bizonyítékok nagy része a szekvenciatanulással kapcsolatos tanulmányokból származik, amelyekben a „szabály" az események sorozatának a megvalósulási sorrendjéből áll. A szabályhasználat akkor jelenik meg, ha az állat megtanulja megkülönböztetni az események különböző sorrendjét, és ezt a megkülönböztetést átviszi az azonos sorrendben rendezett új eseményekre. Például Murphy és munkatársai. (Patkányok vizuális szekvenciái – 2008) patkányokat képeztek ki a vizuális szekvenciák megkülönböztetésére. Egy csoportban az ABA és BAB szekvencia felismerése kapott jutalmat, ahol A=„erős fény" és B=„tompított fény". A többi ingerhármast nem jutalmazták. A patkányok megtanulták a vizuális sorrendet, bár mind az erős, mind a homályos fények egyformán összekapcsolódtak a jutalmazással. Ennél is fontosabb, hogy a hallási ingerekkel végzett második kísérletben a patkányok helyesen reagáltak az újszerű ingerek szekvenciáira, amelyek ugyanabban a sorrendben voltak elrendezve, mint a korábban tanultak. Hasonló szekvencia-tanulást már madarakon és más állatokon is demonstráltak.

### Memória
Az emberi memória elemzésére kidolgozott kategóriákat (rövid távú memória, hosszú távú emlékezet, munkamemória) alkalmazták az állati emlékezet tanulmányozására, és azt találták, hogy az emberi rövid távú emlékezetre jellemző jelenségei közül néhány (pl. a soros pozíció effektus) állatokban, különösen majmokban is megtalálható. A legtöbb előrelépés azonban a térbeli memória elemzésében történt; e munkák egy része a térbeli memória fiziológiai alapjait és a hippokampusz szerepét kívánta tisztázni; más munkák a szórványfelhalmozó állatok, például Clark diótörője, bizonyos szajkók, cinegék és bizonyos mókusok térbeli memóriáját kutatták, amelyek ökológiai „niche"-e (az ökológiai niche olyan tényezők együttese és egymásra hatása, amelyek révén bizonyos fajok és populációk életben tudnak maradni, azaz nem pusztulnak el és nem halnak ki) megköveteli, hogy emlékezzenek több ezer (pl. élelmiszer) tárhelyre, gyakran a környezet radikális változásait követve.
A memóriát széles körben vizsgálták táplálékot kereső mézelőméheknél (Apis mellifera), amelyek mind tranziens rövid távú munkamemóriát (RTM) használnak, amely nem táplálék-specifikus, ugyanakkor táplálék-specifikus hosszú távú referencia-memóriát (LTM) is használnak. Egy szabadon repülő mézelőméhben egyetlen tanulási próba által indukál emlékezet napokig, a három tanulási próbával megerősített emlékezet pedig egy életen át tart. A földi poszméh (Bombus terrestris audax) dolgozói változatosak a virágok helyének memorizálására tett erőfeszítéseik szempontjából. Mivel a kisebb dolgozók kevésbé válogathatnak, így kevésbé érdeklődnek az iránt, hogy melyik virág a gazdagabb cukorforrás. Ugyanakkor a nagyobb földi poszméh dolgozók nagyobb teherbíró képességgel rendelkeznek, és így több okuk van arra, hogy megjegyezzék ezeket az információkat, és így is tesznek. A Limax flavus csigák rövid távú memóriája körülbelül 1 perces, a hosszú távú memóriájuk pedig 1 hónapig tart.

#### Módszerek
Akárcsak az embernél, a kutatások az állatoknál is megkülönböztetik a „munka” vagy „rövid távú” memóriát (STM) a „referencia", vagy hosszú távú memóriától (LTM). A munkamemória tesztjei a közelmúltban, általában az utolsó néhány másodpercben vagy percben történt események emlékét értékelik. A referencia-memória tesztjei pedig olyan rendszeres tapasztalatokkal kapcsolatban értékelik a memóriát, mint például: „egy kar megnyomására ételhez lehet jutni" vagy „a gyerekek földimogyorót adnak nekem".

##### Habituáció – megszokás
Ez az egyik legegyszerűbb rövid időintervallumon átívelő memóriateszt, amely az állat egy ingerre vagy eseményre adott válaszát egy korábbi alkalommal megfigyelt reakciójával hasonlítja össze. Ha a második válasz következetesen eltér az elsőtől, akkor az állatnak emlékeznie kellett valamire az elsővel kapcsolatban, hacsak nem valamilyen más tényező, például a motiváció, az érzékszervi érzékenység vagy a tesztinger változott meg.

##### Késleltetett válasz
A késleltetett válaszadási feladatokat gyakran alkalmazzák az állatok rövid távú memóriájának tanulmányozására. A Hunter (1913) által bevezetett, tipikus késleltetett válaszfeladat egy ingert, például színes fényt mutat be az állatnak, és rövid idő elteltével az állat választ az ingernek megfelelő, vagy az ingerhez más módon kapcsolódó alternatívák közül. Hunter tanulmányaiban például egy lámpa rövid időre megjelent a három céldoboz egyikében, majd később az állat a dobozok közül választott, és táplálékot talált a kivilágított doboz mögött.
A legtöbb kutatást a „Delayed Matching-to-Sample" (a mintához való késleltetett egyeztetés) feladat bizonyos változtatásaival végezték. Például az ezzel a feladattal végzett kezdeti vizsgálatban egy galambnak pislogó, vagy folyamatosan világító fényt mutattak. Majd néhány másodperccel később két billentyű villant fel, az egyik folyamatosan világító, a másik pedig villogó fénnyel. A madár akkor kapott táplálékot, ha a csőrével megérintette az eredeti ingernek megfelelő billentyűt.
A mintához illesztési feladat általánosan használt változata megköveteli, hogy az állat a kezdeti ingert használja a különböző ingerek közötti későbbi választás szabályozására. Például, ha a kezdeti inger egy fekete kör, az állat megtanulja, hogy a késleltetés után a „piros” színt kell választania; vagy ha a kezdeti inger egy fekete négyzet, az állatnak meg kell tanulnia, hogy a helyes választás a „zöld" szín lesz. Ennek a módszernek zseniális változatai használatosak a memória számos aspektusának feltárására, beleértve az interferencia miatt bekövetkező felejtést és a memória több elem számára kérdéskörét.

##### Radial Arm Maze (RAM)
A Radial Arm Maze (RAM), vagy „sugárirányú kar labirintus" egy olyan eszköz, amely a térbeli elhelyezkedéssel kapcsolatos memória tesztelésére és a lokáció meghatározásához szükséges mentális folyamatok vizsgálatára szolgál. (A készüléket Olton, és Samuelson tervezte 1976-ban, a patkányok térbeli tanulásának és memóriájának vizsgálatára; és eredeti formájában 8, egyenlő távolságra elhelyezett karból áll, amelyek egy ki köralakú központi platformból indulnak ki; minden kar végén étkezési hely található, viszont, hogy melyikre tettek jutalmat és melyikre nem, az nem látható a központi platformról, ahonnan az állatokat a kísérlethez indítják; a készülék későbbi verziói között szerepel 3 karos, de 48 karos változat is.) A sugárirányú labirintus teszt során egy állatot egy kis platformra helyeznek, ahonnan különböző irányokba vezetnek utak a céldobozokhoz; az állat pedig, egy vagy több céldobozban táplálékot találhat. Miután élelmiszert talált egy dobozban, az állatnak vissza kell térnie a központi platformra. A labirintus a referencia- és a munkamemória tesztelésére egyaránt használható. Tegyük fel például, hogy több munkamenet során egy 8 karból álló labirintusnak mindig ugyanaz a 4 karja vezet ételhez. Ha egy későbbi teszt során az állat olyan dobozhoz megy, amely még soha nem kínált neki ételt, ez a referenciamemória meghibásodását jelzi. Másrészt viszont, ha az állat egy olyan dobozhoz megy, amelyet ugyanazon teszt során már kiürített, az a munkamemória meghibásodását jelzi. A különféle zavaró tényezőket, mint például a szagjelzéseket, gondosan ellenőrzik az ilyen kísérletekben.

##### Vízi labirintus
A vízi labirintus az állatok térbeli elhelyezkedési memóriájának tesztelésére szolgál, valamint annak kiderítésére, hogy egy állat hogyan képes meghatározni a helyeket. A labirintus jellemzően egy kör alakú, vízzel megtöltött tartály, amelyet tejszerűvé tettek, hogy ne legyen átlátszó. Valahol a labirintusban egy kis platform található, közvetlenül a víz felszíne alatt. A tartályba helyezve az állat körbeúszik, amíg meg nem találja a platformot, majd rámászik. Gyakorlattal az állat egyre gyorsabban találja meg a platformot. A referenciamemóriát úgy értékelik, hogy eltávolítják a platformot, és megfigyelik azt a relatív időmennyiséget, amit az állat úszással tölt azon a területen, ahol a platform volt. A tartályban és körülötte lévő vizuális és egyéb jelzések változatosak lehetnek, hogy felmérjék, hogy az állat a platform helyének keresése során mennyire támaszkodik a tereptárgyakra és a köztük lévő geometriai viszonyokra.

##### Újszerű objektum felismerési teszt
Az újszerű objektum felismerő („novel object recognition"(NOR)) teszt egy állati viselkedésteszt, amelyet elsősorban a rágcsálók memóriaváltozásainak értékelésére használnak. Ez egy egyszerű viselkedési teszt, amely a rágcsálók veleszületett felfedező viselkedésén alapul. A teszt három fázisból áll: 1. szoktatás, 2. edzés/adaptáció és 3. tesztfázis. A szoktatási fázis alatt az állatot egy üres tesztarénába helyezik. Az ezt követő adaptációs szakaszban az állatot két egyforma tárggyal együtt helyezik az előbbi tesztarénába. A harmadik fázisban, a tesztfázisban az állatot az előző fázisból ismert tárgyak egyikével és egy újszerű tárggyal együtt helyezik az arénába. A rágcsálók veleszületett kíváncsisága alapján azok az állatok, akik emlékeznek az ismerős tárgyra, több időt fordítanak az új tárgy megvizsgálására.

### Térbeli megismerés
Függetlenül attól, hogy egy állat hatótávolsága négyzetkilométerekben vagy négyzetméterekben mért területre terjed ki, túlélése jellemzően attól a képességétől függ, hogy képes-e olyan dolgokat tenni, mint például táplálékforrást találni, majd visszatérni a fészkébe. Néha egy ilyen feladat meglehetősen egyszerűen elvégezhető, például vegyi nyomvonal követésével. Azonban általában az állatnak valamilyen módon helyekre, irányokra és távolságokra vonatkozó információkat kell szereznie és felhasználnia. A következő bekezdések felvázolnak néhány olyan módot, amellyel az állatok ezt megteszik.
- Irányjelzők Az állatok gyakran megtanulják, hogyan néz ki a fészkük vagy más céljuk, és ha látótávolságon belül van, egyszerűen elindulhatnak felé; tehát „irányjelzőként" szolgál.
- Tájékozódási pontok Ha egy állat nem látja a célját, megtanulhatja a közeli tárgyak megjelenését, és útmutatóként használhatja ezeket a tereptárgyakat. A madarakkal és méhekkel dolgozó kutatók ezt úgy demonstrálták hogy a fészkelőhelyek közelében feltűnő tárgyakat mozgattak, hogy a visszatérő táplálék keresők új helyen kutassanak a fészkük után.[1]
- A holtpontos számítás, más néven „útintegráció”, ez a pozíció kiszámításának folyamata, amely az a egy ismert helyről indulunk el, majd nyomon követjük a megtett távolságokat és irányokat. Klasszikus kísérletek kimutatták, hogy a sivatagi hangya így követi nyomon a helyzetét, miközben sok méteren át vándorol táplálék után kutatva. Bár egy véletlenszerűen kanyargó úton halad, amikor élelmet talál, egyenesen hazamegy. Ha azonban a hangyát felkapják és például, néhány méterrel keletebbre elengedik, akkor egy olyan helyre indul, amely ugyanennyivel keletebbre van az otthoni fészkétől, mint a hangya az eredeti útjától.
- Kognitív térképek Úgy tűnik, hogy egyes állatok kognitív térképet készítenek környezetükről, ami azt jelenti, hogy olyan információkat szereznek és használnak fel, amelyek lehetővé teszik számukra, hogy kiszámolják, milyen messzire és milyen irányba kell elmenniük, hogy eljussanak egyik helyről a másikra. Egy ilyen térképszerű ábrázolást feltehetően akkor használnak, ha például egy állat közvetlenül az egyik táplálékforrástól a másikhoz megy, még akkor is, ha csak az egyes, különböző helyeken található források helyéről és azokat az otthonával összekötő útvonalakról vannak korábbi tapasztalatai.[1][68] Az ezen a területen végzett kutatások[67] olyan témákat is feltártak, mint a környezet geometriai tulajdonságainak felhasználása patkányok és galambok által, valamint a patkányok azon képessége, hogy térbeli mintát reprezentáljanak akár sugaras karú, akár vízi labirintusokban. A téri megismerést a vizuális keresés során használják, amikor egy állat vagy ember bizonyos tárgyakat keres a környezetében, hogy a környezet egyéb objektumai között tájékozódjon.[69]
- Elkerülő viselkedés Úgy tűnik, hogy egyes állatok magasabb szinten képesek megérteni a térbeli környezetüket, és nem a legközvetlenebb utat választják, ha ez előnyt jelent számukra. Egyes ugráló pókok például, közvetett útvonalat választanak a zsákmányhoz, nem pedig a legközvetlenebb útvonalat, ami rugalmasságot jelez a viselkedésben és az útvonaltervezésben, és esetleg a tanulási folyamatba is betekintést nyújthat.[70]

#### Távolsági navigáció; öntájolás
Sok állat több száz vagy több ezer mérföldet tesz meg szezonális vándorlása, vagy a szaporodási helyére való visszatérés során. Irányíthatja őket a Nap, a csillagok, a fény polarizációja, mágneses jelzések, szaglási jelek, szelek vagy ezek különböző kombinációi.
Feltételezték, hogy az olyan állatok, mint az emberszabású majmok és a farkasok jók a térbeli megismerésben, mert ez a készség szükséges a túlélésükhöz. Néhány kutató amellett érvel, hogy ez a képesség némileg csökkenhetett a kutyáknál, mert a háziasítás mintegy 15000 évében az emberek biztosították olyan szükségleteiket, mint például az élelem és a menedék.

### Időzítés

#### Napszak: cirkadián ritmus
A legtöbb állat viselkedése szinkronban van a Föld napi világosság-sötétség ciklusával. Így sok állat napközben aktív, mások éjszaka, megint mások hajnalban, vagy sötétedés idején. Bár azt gondolhatnánk, hogy ezeket a „cirkadián ritmusokat” egyszerűen a fény jelenléte vagy hiánya szabályozza, szinte minden vizsgált állatnál kimutatták, hogy rendelkezik „biológiai órával”, amely működési ciklusokat produkál még akkor is, ha az állat tartózkodási helye állandó megvilágításban vagy sötétségben van. A cirkadián ritmusok annyira automatikusak és alapvetőek az élőlények számára – még a növények esetében is tapasztalhatók –, hogy általában a kognitív folyamatoktól elkülönítve tárgyalják őket; további információkat a főcikkben (Cirkadián ritmusok) találhat az olvasó.

#### Intervallum időzítés
A túlélés gyakran attól függ, hogy az állat képes-e az idő intervallumokat észlelni. Például a rózsás kolibrik virágok nektárjával táplálkoznak, és gyakran visszatérnek ugyanahhoz a virághoz, de csak azután, hogy a virágnak elég ideje volt utántöltenie a nektárkészletét. Egy kísérletben a kolibrik művirágokból táplálkoztak, amelyek gyorsan kiürültek a nektárból, de később, meghatározott időszakonként (pl. húsz percenként) újra lettek töltve. A madarak megtanultak nagyjából a megfelelő időben visszatérni a virágokhoz, megtanulták akár nyolc különálló virág utántöltési értékeit, és minden egyes virág esetében emlékeztek arra, hogy milyen régen látogatták meg.
Az intervallum időzítésének részleteit számos fajnál tanulmányozták. Az egyik leggyakoribb módszer a „csúcspont eljárás". Egy tipikus kísérletben egy patkány egy operáns kamrában megnyom egy kart az ételért. Kigyullad egy lámpa, egy nyomókar egy meghatározott későbbi időpontban, mondjuk 10 másodperccel később, ad egy ételpelletet, majd a lámpa kialszik. Az időzítés mérése alkalmankénti tesztpróbák révén történik, amelyek során nem jelenik meg az étel, és a lámpa égve marad. Ezeken a teszteken a patkány egyre gyakrabban nyomja meg a kart körülbelül 10 másodpercig, majd amikor nem érkezik táplálék, fokozatosan abbahagyja a nyomást. Az az időszak, amikor a patkány a legintenzívebben nyomja a kart ezekben a tesztekben az általa feltételezett „jutalmazási időnek" tekinthető.
A „csúcspont eljárással" (peak procedure) és más módszerekkel végzett kísérletek azt mutatták, hogy az állatok egészen pontosan ki tudják számítani a rövid intervallumokat, egyszerre több eseményt is képesek időzíteni, és integrálni tudják az időt térbeli és egyéb jelzésekkel. Ilyen teszteket alkalmaztak az állati időzítés elméleteinek kvantitatív tesztelésére is, mint például a Gibbon-féle Scalar Expectancy Theory („SET" 1977), a „Skaláris várakozás elmélete", Killeen Behavioral Theory of Timing, (1988) és Machado Learning to Time hibrid modellje (2009). Egyelőre egyetlen elmélet sem ért el egyhangú egyetértést.

### Eszköz- és fegyverhasználat
Bár sokáig azt feltételezték, hogy a szerszámhasználat kizárólag az emberre jellemző, ma már sok bizonyíték van arra, hogy sok állat használ eszközöket, köztük emlősök, madarak, halak, lábasfejűek és rovarok. Az eszközhasználatról szóló tudományos értekezések gyakran eljutnak a „mi számít „eszköznek” vitatott kérdéséig, valamint gyakran mérlegelik az eszközhasználat és az állat intelligenciája és agymérete közötti kapcsolatot.

#### Emlősök
Vadon élő és fogságban tartott főemlősöknél, különösen a nagy majmoknál gyakran feljegyeztek szerszámhasználatot. A főemlősök eszközhasználata változatos: magában foglalja a vadászathoz (emlősökre, gerinctelenekre, halakra), a mézgyűjtéshez, az élelmiszerek feldolgozásához (diófélék, gyümölcsök, zöldségek és magvak), a vízgyűjtéshez, a harchoz, és a menedék építéshez való eszközhasználatot..A 2007-es kutatások azt mutatják, hogy a Fongoli szavannán élő csimpánzok botokat élesítenek, hogy lándzsaként használhassák vadászat közben, ami az első bizonyítéknak tekinthető a fegyverek szisztematikus használatára az embertől eltérő fajoknál. A vadonban, vagy fogságban spontán eszközöket használó egyéb emlősök közé tartoznak az elefántok, a medvék, a cetek, a tengeri vidrák és a mongúzok is.

#### Madarak
Több madárfaj eszközhasználatát is megfigyeltek a vadonban, köztük a poszátát, a papagájt, az egyiptomi keselyűt, a barna fejű dióskaféléket, a sirályokat és a baglyokat. Egyes fajok, mint például a Galápagos-szigeteken élő harkálypinty, speciális eszközöket használnak takarmánykeresési viselkedésük alapvető részeként. Ezek a viselkedések azonban gyakran meglehetősen rugalmatlanok, és nem alkalmazhatók hatékonyan az új helyzetekben. Nagyon sok madárfaj épít különféle bonyolultságú fészkeket, de – bár a fészekrakási viselkedés megfelel az „eszközhasználat" néhány definitív kritériumának, ez más kritériumok esetében nem mondható el.
Számos varjúfélét képeztek ki arra, hogy eszközöket használjanak kontrollált kísérletekben. Az egyik laboratóriumi körülmények között alaposan vizsgált faj az új-kaledóniai varjú, amelynek egyik, „Betty" nevű egyede spontán módon drótszerszámot készített egy új probléma megoldására. Letesztelték, hogy Betty vajon a drótkampót választaná-e egy kis vödör húsnak a kútból való kihúzásához, vagy az egyenes drótot. A madár megpróbálta rábökni a húst az egyenes drótra. Miután ezzel az irányított megközelítéssel sorozatosan kudarcot vallott, kihúzta a vezetéket, és a kút aljára kezdte irányítani, amelyet ragasztószalaggal rögzítettek az alapzatához. A drót hamar elakadt, mire Betty oldalra húzta, meghajlította és leválasztotta a ragasztóról. Ezután bedugta a horgot a kútba, és kivette a húst. A következő tíz próba közül egy kivételével mindegyik esetben a csak egyenes drótot kapott Betty, ugyanilyen módon készített és használt egy horgot, de először mindig megpróbálta az egyenes huzallal végrehajtani a feladatot.
Egy másik madár, amelyet előszeretettel tanulmányoznak az intelligenciája miatt, az afrikai szürkepapagáj. Irene Pepperberg amerikai állatviselkedés kutató és pszichológus igazolta, hogy az afrikai szürkék kognitív képességekkel rendelkeznek. Pepperberg egy „Alex" nevű madarat használt a kísérletei során, és sikerült bebizonyítania, hogy a papagájok képesek a hangot társítani a jelentéssel, lerombolva ezáltal a régóta fennálló elméleteket, amelyek szerint a madarak csak az emberi hangok utánzására képesek. Más kutatók tanulmányai megállapították, hogy az afrikai szürke papagájok az élelmiszert tartalmazó és az üres dobozpárok közötti helyes választáshoz képesek deduktív gondolkodást használni. Amíg Pepperberg az 1970-es években elkezdte ezt a kutatást, amikor kevés tudós foglalkozott papagájok intelligenciájával, és kevesen foglalkoznak ezzel ma is. Ehelyett a legnagyobb érdeklődés, csimpánzokra, gorillákra és delfinekre irányult, amelyek mindegyikét sokkal nehezebb felnevelni, táplálni és kezelni. Az 1980-as évek végére Alex több mint 50 különböző tárgy, öt forma és hét szín nevét tanulta meg. Valamint azt is elsajátította, hogy mit jelent az „ugyanaz” és a „más” – egy olyan lépést, amely döntő az emberi intellektuális fejlődésben

#### Halak
Számos ajakoshalfélét figyeltek meg, amelyek sziklákat használnak üllőként a kétteknőjű kagylóhéjak (fésűskagylók, tengeri sünök és más kettőshéjú kagylók) feltörésére. Ezt a viselkedést először Giacomo Bernardi 2009-ben filmezte le egy narancssárga pöttyös agyar halon (Choerodon anchorago). A hal a homokot legyezgeti, hogy kiássa a kagylót, amit aztán a szájába vesz, több métert úszik vele egy sziklához, amelyet üllőként használva, oldalirányú fejcsapásokkal széttöri rajta a puhatestűt védő héjat. Ezt a viselkedést az ausztráliai Nagy-korallzátonyon egy fekete pöttyös agyar halnál (Choerodon schoenleinii), a floridai sárgafejű sárhalnál (Halichoeres garnoti) és egy akváriumi környezetben elhelyezett hatsávos ajakoshalnál (Thalassoma hardwicke) is feljegyezték. Ezek a fajok ebben a családban a filogenetikai fa ellentétes végén találhatók, így ez a viselkedés mélyen megbúvó tulajdonság lehet minden alakoshalnál.

#### Gerinctelenek

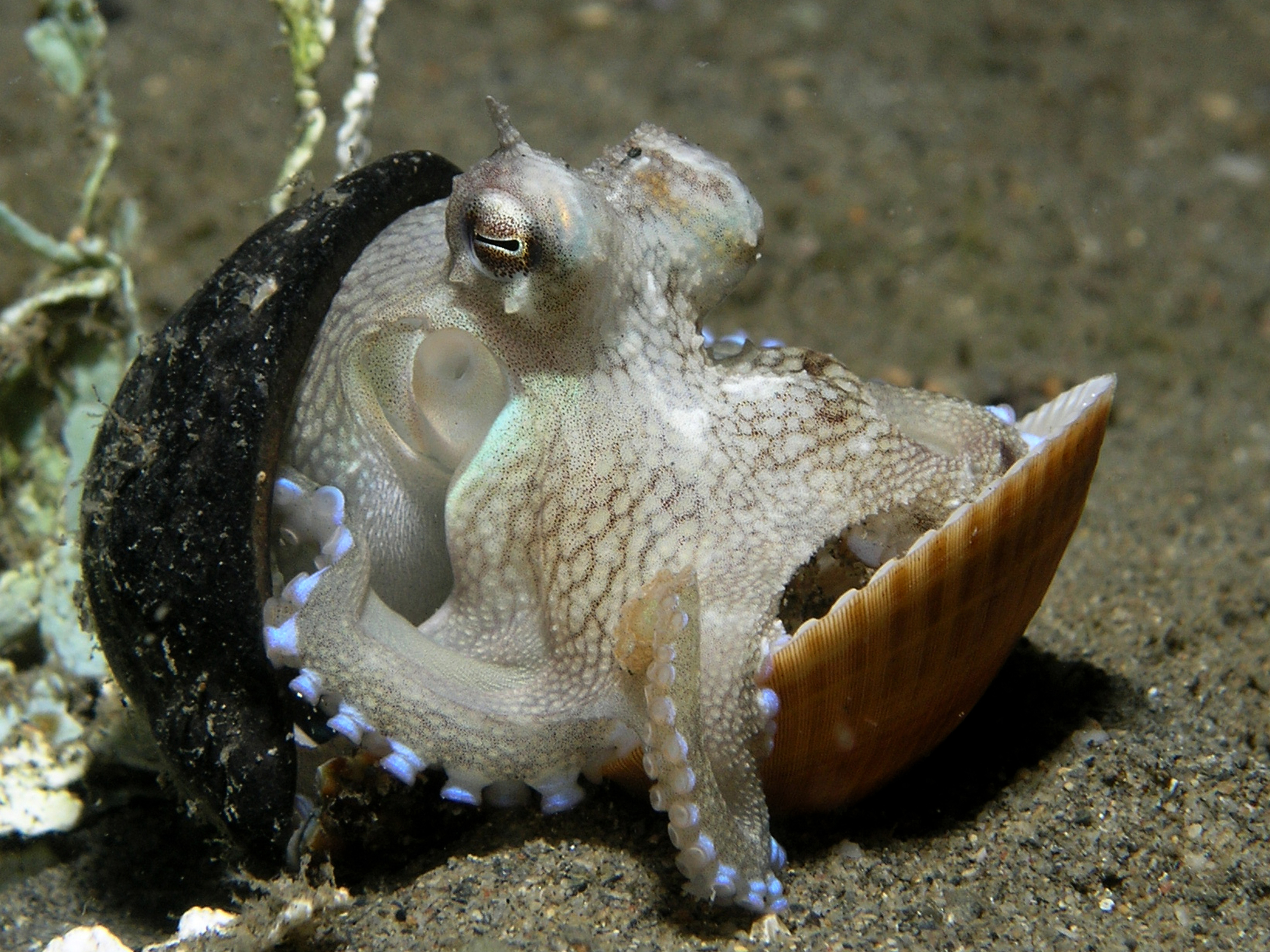
Egy polip védelem céljából gyűjtött kagylókkal utazik. Annak ellenére, hogy több mint 600 millió éve az embertől függetlenül fejlődtek, a polipok problémamegoldó képességekkel, adaptív tanulással és valószínűleg érzésekkel rendelkeznek.

A fejlábúak összetett feladatok megoldására képesek, így kivívják a legokosabb gerinctelen állatok hírnevét. Például a polipok képesek kinyitni az edényeket, hogy elérjék a belső tartalmukat, és születésük percétől kezdve figyelemre méltó képességük van új ismeretek elsajátítására. Egyes lábasfejűekről ismert, hogy kókuszhéjat használnak védelemre vagy álcázásra (kamuflázs). Feltételezik, hogy a fejlábúak kognitív evolúcióját elsősorban a ragadozók és a táplálékkeresés nyomása alakította, de szerepet játszhatott ebben a kihívásokkal teli párzási környezet is.
A Conomyrma bicolor fajhoz tartozó hangyák köveket és egyéb apró tárgyakat szednek fel az alsó ajkaikkal, hogy ledobják őket a rivális kolóniák függőleges bejárataira, így a dolgozók verseny nélkül juthatnak táplálékhoz.

### Érvelés és problémamegoldás
Nyilvánvaló, hogy igen sokféle állatfaj képes megoldani azokat a problémákat, amelyek absztrakt gondolkodást igénylőnek tűnnek; Wolfgang Köhler (1917) csimpánzokkal végzett munkája egy híres korai példa. Megfigyelte, hogy a csimpánzok nem használnak próbákat és hibákat olyan problémák megoldása során, mint például az elérési távolságon kívülre akasztott banán visszaszerzése. Ehelyett „rendületlenül céltudatosan” viselkedtek, spontán módon dobozokat helyeztek el, hogy azokra felmászva elérhessék a gyümölcsöt. A modern kutatások hasonló viselkedést azonosítottak az általában sokkal kevésbé intelligensnek tartott állatoknál, ha megfelelő előképzésben részesülnek. Oksági gondolkodást figyeltek meg vetési varjak és új-kaledóniai varjak esetében is.
Rámutattak arra is, hogy azok a barbadosi süvöltők (Loxigilla barbadensis), amelyek urbanizált területekről származtak, jobban teljesítenek innovatív problémamegoldó feladatokban, mint a vidéki környezetből származó süvöltők, de a színdiszkrimináció tanulásában nem különböztek egymástól.

### Kognitív elfogultság

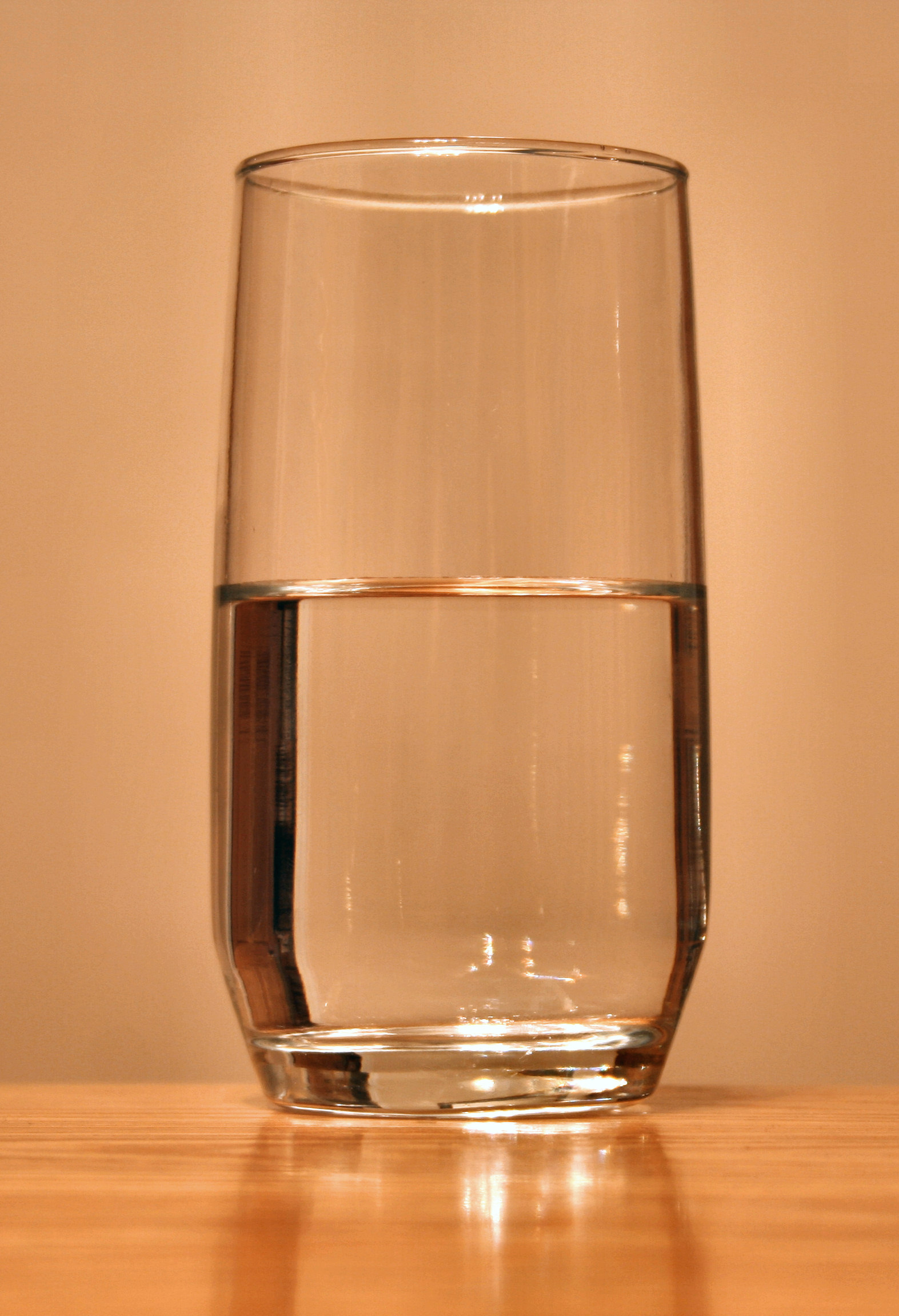
Félig üres vagy félig tele a pohár?

A kognitív elfogultság az ítélkezésben szisztematikusan megjelenő, a normától, vagy a racionalitástól való eltérés mintázatára utal, amelyek illogikus következtetésekhez vezetnek más egyénekről vagy helyzetekről.
A kognitív elfogultságot néha a „Félig üres vagy félig tele van a pohár?” kérdésre adott válaszokkal illusztrálják. A „félig üres” választás pesszimizmust, míg a „félig tele” választás optimizmust jelez. Annak érdekében, hogy ezt állatokon teszteljék, az egyik egyedet megtanítják arra, hogy előre jelezze az A ingert: például ha egy100 Hz-es hang, megelőzi a pozitív eseményt, ami lehet például az, hogy a nagyon kívánt táplálékot megkapja az állat, ha megnyomja a kart. Ugyanazt az egyedet arra is kiképezik, hogy anticipálja a B ingert: például ha egy 900-at Hz-es hang, megelőzi a negatív eseményt, pl. egy nem kedvelt ételt kap az állat, amikor megnyom egy kart. Ezután az állatot egy köztes C ingerrel tesztelik: például bejátszanak egy 500 Hz-es hangot, és megfigyelik, hogy az állat a pozitív, vagy a negatív jutalomhoz tartozó kart nyomja-e meg. Ez az állat pozitív, vagy negatív hangulatának jelzésére szolgál.
Egy ezt a megközelítést alkalmazó vizsgálatban a játékosan csiklandozott patkányok másképp reagáltak, mint azok a patkányok, amelyeket egyszerűen csak megérintettek. A csiklandozott patkányok optimistábbak voltak, mint a simán megérintett patkányok. A szerzők azt kívánták demonstrálni, hogy hogyan „... mutattak ki első alkalommal kapcsolatot a közvetlenül mért pozitív affektív állapot és a bizonytalanság körülményei alatti döntéshozatal között egy állatmodellben”.
A kognitív elfogultságra számos faj – többek között patkányok, kutyák, rézuszmakákók, juhok, csibék, seregélyek és mézelőméhek – esetében van jónéhány bizonyíték.

### Nyelv
Az emberi nyelv állatokban való modellezése állati nyelvkutatásként ismert. A fent említett majom-nyelvi kísérleteken kívül volt néhány kísérlet, amelyekben több-kevesebb sikerrel próbáltak nyelvet vagy nyelvszerű viselkedést tanítani néhány nem főemlős fajnak, köztük papagájoknak és a nagy foltos harkálynak.
Herbert S. Terrace a saját, Nim Chimpsky-vel (Neam „Nim" Chimpsky csimpánz (1973-2ööö), egy, az állatok nyelvtanulását vizsgáló, széleskörű kísérlet alanya volt a Columbia Egyetemen a Herbert S. Terrace pszichológus által irányított projektben, ahol a nyelvi elemzés vezetője Thomas Bever, pszicholingvisztikus volt.) végzett munkájának eredményei és mások eredményeinek elemzése alapján érvelve, vitába szállt azzal az elképzeléssel, hogy a csimpánzok képesek új mondatokat produkálni. Nem sokkal ezután Louis Herman kutatást publikált a palackorrú delfin mesterséges nyelvértéséről. Bár az ilyen jellegű kutatások ellentmondásosak voltak, különösen a kognitív nyelvészek körében, sok kutató egyetért abban, hogy számos állat képes megérteni az egyes szavak jelentését, és hogy egyesek megérthetik az egyszerű mondatokat és a szintaktikai változatokat, de kevés bizonyíték van arra, hogy bármely állat képes olyan új szimbólumsorokat produkálni, amelyek új mondatoknak feleltethetők meg.

### Belátás
Általában Wolfgang Köhler nevéhez fűződik a belátás (insight) fogalmának a kísérleti pszichológiába való bevezetése. Köhler csimpánzokkal dolgozva vitatja Edward Thorndike elméletét, amely szerint az állatoknak fokozatosan, próbák és hibák útján kell megoldaniuk a problémákat. Azt mondta, hogy Thorndike állatai csak próbálkozást és tévedést alkalmazhatnak, mert a helyzet kizárja a problémamegoldás más formáit. Ő viszont viszonylag strukturálatlan helyzetet biztosított a csimpánzoknak, amelyben megfigyelte a hirtelen „aha-élményt", a viselkedés belátásos változásait, mint például amikor egy csimpánz hirtelen olyan pozícióba mozdított egy dobozt, hogy ki tudta venni belőle a banánt. A közelmúltban az ázsiai elefántok (Elephas maximus) hasonló belátásos problémamegoldó képességet mutattak be. Egy hímet figyeltek meg, amint egy dobozt olyan helyzetbe mozdított, ahol rá lehetett állni, hogy elérje a szándékosan az elérési távolságán kívül felakasztott ételt.

### Számolás
Tanulmányok nagy választéka azt mutatja, hogy az állatok képesek felhasználni és kommunikálni a mennyiségi információkat, és némelyikük még kezdetleges módon számolni is tud. Néhány példa erre a kutatásra.
Egy tanulmányban a rézuszmajmok vizuális kijelzőket néztek, amelyek, például, 1, 2, 3, vagy 4 különböző típusú elemet tartalmaztak. Megtanították őket arra, hogy többféle módon reagáljanak rájuk, beleértve a numerikus sorrendbe állítást is, például először érintsék meg az „1”-t, majd másodikként a „2”-t, és így tovább. Amikor a majmokat korábban soha nem látott tárgyakat tartalmazó kijelzőkkel tesztelték, azok továbbra is a megfelelő sorrendben folytatták az érintéseket. A szerzők arra a következtetésre jutottak, hogy a majmok reprezentálni tudják, legalább egy ordinális skálán az 1-től 9-ig terjedő számszerűségeket.
A hangyák képesek mennyiségi értékeket használni és továbbítani ezeket az információkat. Például több fajhoz tartozó hangyák egészen pontosan meg tudják becsülni, hogy hányszor találkoznak más kolóniák tagjaival a táplálkozási területükön. Továbbá, egyes fajokhoz tartozó hangyák akár 20-ig is tudnak számolni, és 5, vagy annál kisebb számokat képesek összeadni egymással és kivonni egymásból. Ezt gondosan kidolgozott kísérletek segítségével bizonyították, amelyek azon idő mérésén alapulnak, amíg egy felderítő hangya átadja csapatának az információt a kísérleti labirintusnak arról az ágáról, amelyben élelmiszer található.
A sárga lisztbogár (Tenebrio molitor) és a mézelőméh esetében is leírták a számolást.
Azok a nyugati síkvidéki gorillák, akik két ételtálca közül választhattak, bemutatták, hogy gyakorlást követően nő a lehetősége annak, hogy a véletlennél nagyobb arányban válasszák ki a több ételt tartalmazó tálcát. Hasonló feladatban a csimpánzok a nagyobb mennyiségű táplálékot választották. A szalamandrák, amelyek két különböző mennyiségű, jutalomként használt gyümölcslegyet tartalmazó kijelző közül választhatnak, megbízhatóan a több legyet tartalmazó kijelzőt választják, amint az egy sajátos kísérletben látható.
Más kísérleteket is végeztek, amelyek megmutatták, hogy az állatok rendelkeznek a nem élelmiszerrel kapcsolatos mennyiségek közötti különbségtétel képességével.
Az amerikai fekete medvék egy számítógépes képernyővel végzett feladatban mutatták be a mennyiség megkülönböztető képességüket. A medvéket megtanították arra, hogy az egyik mancsukkal vagy az orrukkal megérintsék a számítógép-monitort, kiválasztva ezáltal a pontok mennyiségét a képernyőn látható két doboz egyikében. Minden medvét megerősítéssel képezték ki arra, hogy nagyobb vagy kisebb mennyiséget vegyen fel. A kiképzés során a medvéket étellel jutalmazták a helyes válaszért. Valamennyi medve jobban teljesített a véletlenszerű hiba előrejelzésnél a statikus, nem mozgó pontokkal végzett próbák során, jelezve, hogy a medvék különbséget tudnak tenni a két mennyiség között. Az egybevágó (a pontok száma egybeesett a pontok területével) és inkongruens (a pontok száma nem esett egybe a pontok területével) próbák során helyesen választó medvék eredményei azt sugallják, hogy valóban a képernyőn megjelenő mennyiségek közül választottak, nem csak a kisebb-nagyobb retinaképek közül, ami azt mutatná, hogy csak a méretet ítélik meg.
A palackorrú delfinek bemutatták azt a képességüket, hogy ki tudják választani a kevesebb pontból álló sort, a több pontból álló sorral való összehasonlítás alapján. A kísérletezők két táblát helyeztek el a medence mellett, amelyeken különböző számú pont látható. A delfineket kezdetben arra trenírozták, hogy válasszák a kevesebb pontot tartalmazó táblát. Ez úgy történt, hogy megjutalmazták a delfint, amikor a kevesebb ponttal rendelkező táblát választotta. A kísérleti próbák során két táblát állítottak fel, a delfin pedig kiemelkedett a vízből, és az egyik táblára mutatott. A delfinek a véletlennél sokkal nagyobb arányban választották ki a kevesebb pontot tartalmazó sorokat, bemutatva, hogy különbséget tudnak tenni a mennyiségek között.
Egy speciális szürke jákópapagáj edzés után megmutatta, hogy vokálisan is képes különbséget tenni a nullától hatig terjedő számok között. A szám- és hangképzés után ez úgy történt, hogy megkérdezték a papagájtól, hogy hány tárgy van egy kijelzőn. A papagáj a véletlennél nagyobb arányban tudta azonosítani a helyes mennyiséget.
Az angyalhal, ha ismeretlen környezetbe kerül, fajtársaival csoportosul és „halrajt" képez. Ha adott számára a lehetőség, hogy két különböző méretű csoport közül válasszon, az angyalhal a két csoport közül a nagyobbat választja. Ez a 2:1, vagy nagyobb diszkriminációs arány esetében tapasztalható, és azt jelenti, hogy mindaddig, amíg az egyik csoportban legalább kétszer annyi hal van, mint egy másik csoportban, az angyalhal a nagyobb csoporthoz fog csatlakozni.
A varánuszokról kimutatták, hogy képesek számolni, és egyes példányok akár hat szám között is képesek különbséget tenni.

### Okosság
Mivel a nem-emberi állatok kognitív képessége és intelligenciája nem mérhető verbális skálákkal, változatos módszerek felhasználásával próbálták ezt vizsgálni, többek között a szokások megfordításával, a szociális tanulással és az újdonságra adott válaszokkal. A főkomponens-elemzés és a faktoranalízis eljárások kimutatták, hogy az intelligencia egyedülálló faktora felelős a főemlősöknél mért kognitív képességek egyéni varianciájának 47%-áért, egereknél pedig a variancia 55-60%-áért. Ezek az értékek hasonlóak az IQ esetében elfogadott varianciához, amelyet hasonlóan egy egyedülálló faktor magyarázott meg, amely az emberek esetében az általános intelligencia faktoraként ismert (40-50%). Egy közelmúltbeli metaanalízis eredményei azonban azt sugallják, hogy a különböző kognitív feladatok teljesítménypontszámai közötti átlagos korreláció mindössze 0,18. A tanulmány eredményei arra utalnak, hogy az általános intelligencia létezésnek jelenlegi bizonyítékai gyengék a nem-emberi állatok esetében.
Az általános intelligencia faktor, vagy g-faktor, egy pszichometriai konstrukció, amely összefoglalja a kognitív képességek változatos méréseivel leképezett egyéni pontszámok között megfigyelt korrelációkat. Feltételezik, hogy a g összefüggésben áll az evolúciós élettörténettel és az intelligencia evolúciójával, csakúgy, mint a társadalmi tanulással és a kulturális intelligenciával. A g nem humán modelljeit használták az intelligencia genetikai és neurológiai kutatásában, hogy segítsenek megérteni a g variációja mögötti mechanizmusokat.

### Tudatelmélet
A tudatelmélet az a képesség, amelynek révén mentális állapotokat, pl. szándékokat, vágyakat, színlelést, tudást tulajdonítunk önmagunknak és másoknak, illetve megértjük, hogy mások vágyai, szándékai és perspektívái különböznek a sajátunktól.
Néhány hollókkal végzett kutatás példát szolgáltat a tudatelmélet bizonyítékaira egy nem-emberi fajban. A hollók a Corvidae család tagjai, amelyet széles körben magas kognitív képességekkel rendelkezőnek tekintenek. Megfigyelték, hogy ezek a madarak elrejtik táplálékukat, amikor a domináns hollók egyszerre láthatók és hallhatók. E megfigyelés alapján vizsgálták a hollókat, hogy vajon megértik-e a „látást" mint mentális állapotot. Első lépésben a madarak védték a tároló helyüket, amikor a domináns egyedek láthatóak voltak, de nem őrizték akkor, amikor csak a hangjukat lehetett hallani a szomszédos helyiségből. A következő lépésben hozzáfértek egy kis kukucskáló nyíláshoz, amely lehetővé tette számukra, hogy benézzenek a szomszédos helyiségbe. Amikor a kukucskáló rés nyitva volt, a hollók őrizték tároló helyüket a felfedezéstől, ha a szomszédos helyiségben domináns hangokat hallottak, még akkor is, ha ezek a domináns hangok csak rögzített felvételek bejátszásából származtak.

### Tudatosság

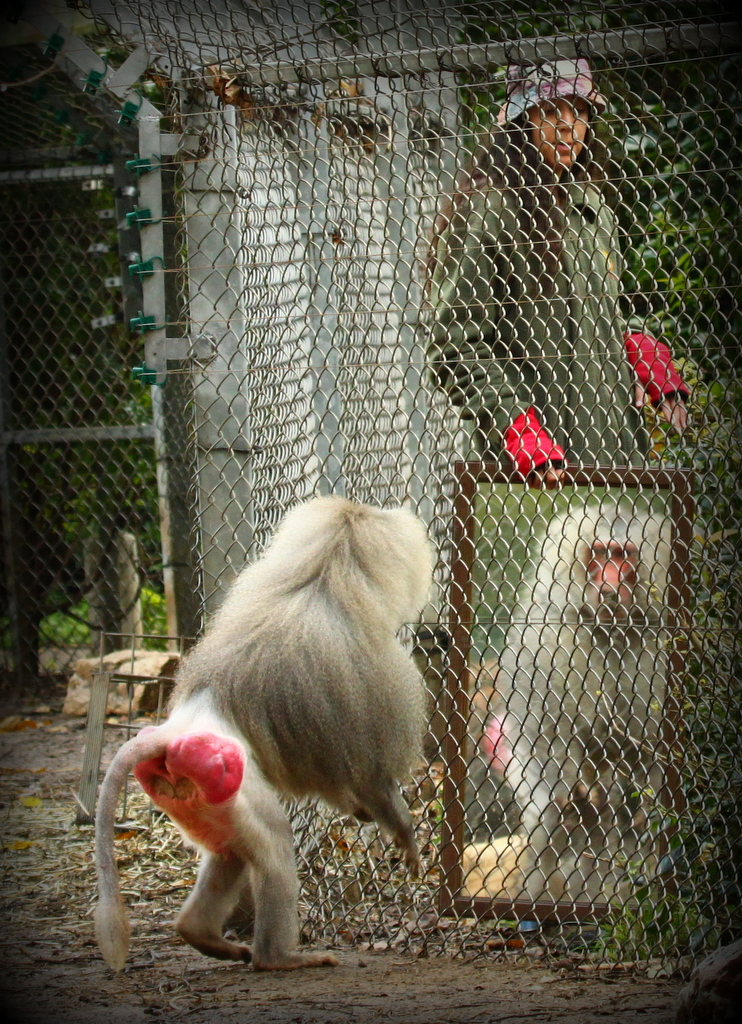
Tükörteszt páviánnal

Heves viták tárgyát képezi, hogy az állatokról milyen értelemben mondhatjuk, hogy rendelkeznek öntudattal vagy én-koncepcióval. A legismertebb kutatási technika ezen a területen a Gordon G. Gallup által kidolgozott tükörteszt, amelynek során az állat bőrét valamilyen módon megjelölik, miközben az alszik vagy szedált állapotban van, majd megengedik, hogy tükörben megnézze a tükörképét; ha az állat spontán módon törődő magatartást irányít a jelölés felé, az azt jelzi, hogy tudatában van önmagának. Ezen kritérium alapján öntudatot tapasztaltak a csimpánzok és más emberszabású majmok (apes), az európai szarka, egyes cetfélék és egy ázsiai elefánt esetében, de nem számoltak be ilyenről a nem emberszabású majmoknál (monkeys). A tükörtesztet bírálták a kutatók, mert teljes mértékben a látásra, az ember elsődleges érzékelésére összpontosít, míg más fajok nagyobb mértékben támaszkodnak más érzékszervekre, például a kutyák a szaglószerveikre.
Feltételezték, hogy egyes állatok metakogníciója szolgáltat némi bizonyítékot a kognitív öntudatosságra. A nagy majmok (apes), a delfinek és a rézuszmajmok bebizonyították, hogy képesek monitorozni a saját mentális állapotukat, és „nem tudom” választ használna a bonyolult kérdések megválaszolásának elkerülésére. A tükörteszttől eltérően, amely felfedi a saját test állapotának tudatát, erről a meghatározatlan jellegű monitorozásról azt gondolják, hogy felfedi az egyed belső mentális állapotának tudatát. Egy 2007-es tanulmány nyújtott némi bizonyítékot a patkányok metakogníciójára, és, bár ezt az értelmezést megkérdőjelezték, ezek a fajok is tudatában lehetnek emlékeik erejének.
Egyes kutatók felvetése szerint, az állati hívó hangok és más hangos viselkedések bizonyítékot szolgáltatnak a tudatosságukra. Ez az ötlet Weir (1962) gyermekágyi beszéddel kapcsolatos kutatásából, valamint Greenfield és mások (1976) a gyermekek korai beszédének vizsgálatából ered. Néhány ilyen kutatást ara papagájokkal is végeztek (lásd Arielle).
2012 júliusában a „Tudatosság az emberi és nem emberi állatokban" című, Cambridge-i konferencián, tudósok egy csoportja bejelentett és aláírt egy deklarációt, az alábbi következtetésekkel:

„Egybehangzó bizonyítékok azt mutatják, hogy a nem emberi állatok rendelkeznek a tudatos állapotok neuroanatómiai, neurokémiai és neurofiziológiai szubsztrátjaival, valamint szándékos viselkedést tanúsító képességgel. Következésképpen a bizonyítékok súlya azt jelzi, hogy az emberek nem egyedülállóak a tudatot generáló neurológiai szubsztrátok birtoklásában. A nem emberi állatok, beleértve az összes emlőst és madarat, és sok más lényt, így beleértve a polipokat is, szintén rendelkeznek ezekkel a neurológiai szubsztrátokkal.”

## Biológiai korlátok
Az ösztönös szándék befolyásolhatja a kognitív kutatás értelmezését. Az ösztönös szándék az állat azon tendenciája, hogy visszatérjen olyan ösztönös viselkedéshez, amely megzavarhatja a tanult válaszokat. Az ötlet Keller és Marian Brelandtől származik, akik megtanítottak egy mosómedvét arra, hogy érméket tegyen egy dobozba. A mosómedve az ösztönös viselkedése felé sodródva, az érméket a mancsaival dörzsölgette, ahogyan akkor tenné, ha élelem után kutatna.
Az állatok ingerfeldolgozási és reagálási képessége összefügg az agy méretével. A kis agyú állatok általában egyszerű viselkedést mutatnak, amelyek kevésbé függenek a tanulástól, mint a nagy agyú állatok viselkedései. A gerinceseknek, különösen az emlősöknek, nagy agyuk és összetett viselkedésük van, amely a tapasztalattal változik. Az enkefalizációs hányadosnak (EQ) nevezett képlet az agy és a test mérete közötti összefüggést fejezi ki; HJ Jerison fejlesztette ki az 1960-as évek végén. (Az agy evolúciós fejlődését több jellemzővel próbálja karakterizálni a tudomány: ezek pl. a kefalizáció, enkefalizáció, enkefalizációs index és az enkefalizációs hányados, amelyek jelentése némileg különbözik egymástól.) Ha az enkefalizációs hányadost görbeként ábrázoljuk, a görbe feletti EQ-val rendelkező állat várhatóan több kognitív képességet mutat, mint a méretéhez tartozó átlagos állat, míg a görbe alatti EQ-val rendelkező állatok várhatóan kevesebbet. Különféle képleteket javasoltak, az Ew(agy) = 0,12w(test) 2/3 egyenlet például jól illeszkedik emlősökből származó adatokra. De a képlet a legjobb esetben is szuggesztív, és csak rendkívüli óvatossággal alkalmazható nem emlős állatok esetében. Más gerinces osztályok némelyikénél a 2/3 helyett a 3/4 hatványt alkalmazzák, és a gerinctelenek sok csoportja esetében előfordulhat, hogy a képlet nem ad értelmes eredményeket. (Összességében azonban, a nem-emberi agy esetében az enkefalizációnak a kognitív képességek mércéjeként való alkalmazásában nincs teljes tudományos egyetértés.)

## Kísérleti bizonyítékok az állati kognícióval szemben
Számos kísérletet nem lehet könnyen összeegyeztetni azzal a hiedelemmel, hogy egyes állatfajok intelligensek, és belátással, vagy tudatelmélettel rendelkeznek.
Jean-Henri Fabre (1823–1915), beállított egy helyszínt, amely az összes későbbi ilyen jellegű kísérlet alapját képezte. Fabre amellett érvelt, hogy a rovarok „engedelmeskednek a saját kényszerítő ösztöneiknek anélkül, hogy észrevennék, mit tesznek". Például annak megértése, hogy a rovar a lebénult zsákmányát a csápja helyett a lábánál fogva tudja megragadni, teljesen meghaladja egy homok darázs teljesítőképességét. „Cselekedetei olyanok, mint a visszhangok sorozata, amelyek mindegyike felébreszti a következőt egy meghatározott sorrendben, amely egyiket sem engedi megszólalni, amíg az előző meg nem szólalt." Számos kísérlete pedig arra a nézetre vezette Fabre-t, hogy a tudósok gyakran megpróbálják „felminősíteni” az állatokat, ahelyett, hogy tárgyilagosan tanulmányoznák őket.
C. Lloyd Morgan (1852–1936) a megfigyelései alapján azt feltételezte, hogy az állatok első pillantásra intelligens viselkedése gyakran vagy ösztönök által vezérelt, vagy próba és hiba eredménye. Például a legtöbb látogató, aki Morgan kutyáját figyelte, amint a feje hátsó részével simán felemeli a reteszt (és ezáltal kinyitja a kertkaput és elmenekül), meg volt győződve arról, hogy a kutya cselekedetei gondolkodással járnak. Morgan azonban gondosan megfigyelte a kutya előzetes, véletlenszerű, céltalan cselekedeteit, és úgy érvelt, hogy ezek „folyamatos próbatételt és kudarcot jelentettek, egészen addig, amíg valahogyan el nem érték a boldog kimenetelt (happy effect)”, nem pedig „módszeres tervezést”.
E.L. Thorndike (1874–1949) éhes macskákat és kutyákat helyezett el olyan kifutókban, „amelyekből néhány egyszerű művelettel, például egy zsinór meghúzásával, kiszabadulhattak". Viselkedésük alapján arra a következtetésre jutott, hogy az állatok „nem rendelkeztek a racionalitás motivációjával”. Thorndike azt írta, hogy az állatok viselkedéséről szóló könyvek többsége „nem pszichológiát ad nekünk, hanem inkább csak egy, az állatokról szóló dicshimnuszt".
Bár Wolfgang Köhler kísérleteit gyakran az állati kogníció hipotézisének alátámasztását támogatóként idézik, a könyve hemzseg az ellenpéldáktól. Például olyan helyzetbe hozta a csimpánzokat, hogy csak egy doboz elmozdításával tudtak banánhoz jutni. Köhler megfigyelése szerint a csimpánznak „különös nehézségei vannak az ilyen problémák megoldásában; gyakran a legfurcsább és legtávolabbi eszközöket vonja be a helyzetbe, és a legkülönlegesebb módszereket alkalmazza, ahelyett, hogy eltávolítana egy egyszerű, tökéletes könnyedséggel elmozdítható akadályt."
Daniel J. Povinelli és Timothy Eddy a Louisianai Egyetem munkatársai bemutatták, hogy fiatal csimpánzok, amikor két élelmiszer osztó ember közül választhatnak, ugyanolyan nagy valószínűséggel koldulnak ételt attól a személytől, aki látja a kolduló gesztust, mint egy olyan személytől, aki nem látja azt; felvetve ezáltal annak a lehetőségét, hogy a fiatal csimpánzok nem értik, hogy az emberek látnak.
Moty Nissani a Wayne State University munkatársa burmai rönkhordó elefántokat tanított be arra, hogy emeljenek fel egy fedelet ahhoz, hogy kivegyék az ételt a vödörből. Ezt követően a földre helyezték a fedelet, a vödör mellé (ahol már nem akadályozta az ételhez való hozzáférést), miközben a jutalomfalatot ezzel egyidejűleg a vödör belsejébe tették. Minden elefánt továbbra is feldobta a fedelet, mielőtt átvette a jutalmát, ami arra utal, hogy az elefántok nem értik meg az egyszerű ok-okozati összefüggéseket.

## Kognitív képesség fajonként
Hagyományosan elterjedt kép a scala naturae, a természet létrája, amelyen a különböző fajokhoz tartozó állatok egymás után egyre magasabb lépcsőfokokat foglalnak el, és amelynek tipikusan az emberek vannak a tetején. Azonban némi nézeteltérés is tapasztalható egy ilyen hierarchia használatával kapcsolatban, ugyanis egyes kritikusok szerint a specifikus kognitív képességeket a különböző ökológiai niches-hez való alkalmazkodásként kellene értelmezni. Néhány biológus érvelése szerint, az ember valójában nem a legokosabb állat, és egyetlen állat sem minősíthető a legokosabbnak, tekintettel arra, hogy néhány állat bizonyos területeken kiváló kognitív képességekkel rendelkezik. Ez ellentétben áll az evolúciós pszichológusokkal, például John Tooby-val, akik az emberekhez kapcsolódó egyedi jellemzők széles listája alapján úgy ítélik meg, hogy az emberek úgy fejlődtek ki, hogy betöltsenek egy egyedi „kognitív niche-t", és méltán a legokosabb állatként jellemezhetők.
Méltán, vagy nem méltán, az állatok teljesítményét gyakran az emberek teljesítményéhez hasonlítják a kognitív feladatokban. Legközelebbi biológiai rokonaink, az emberszabású majmok hajlamosak leginkább az emberekhez hasonlóan teljesíteni. A madarak közül jellemzően a varjúfélék és a papagájok teljesítenek jól az emberhez hasonló feladatokban. Némelyik polipról azt is kimutatták, hogy számos magasabb szintű képességet, például szerszámhasználatot mutat, de a lábasfejűek intelligenciájával kapcsolatos kutatások mennyisége még mindig korlátozott. Feljegyezték azt is, hogy a páviánok képesek szavakat felismerni.
Az átlagos madárnak vagy emlősnek – rendszerint mindkettő endoterm – az átlagos agy-test aránya tízszer nagyobb, mint egy tipikus ektoterm gerincesé. Ez hozzájárult a kutatók körében ahhoz a közös felfogáshoz, hogy az emlősök és a madarak hasonlóan „fejlett" kognitív jellemzőkkel rendelkeznek, mint az emberek, ugyanakkor más gerincesek, például a valódi csontoshalak„primitívebbek", ami ahhoz vezetett, hogy kevésbé vizsgálják őket. Ennek ellenére egyre több bizonyíték utal arra, hogy a halak nemcsak olyan képességekkel rendelkeznek, amelyeket nem lehet csupán a pavlovi és az operáns kondicionálással megmagyarázni – ilyenek például a megfordításos tanulás, az újszerű akadály elkerülése és az egyidejű kétválasztásos feladatok teljesítése -, hanem még összetettebb képességekkel is – például a navigációs kognitív térképezés, és a gátló motoros kontroll képességével, vagy az oxitocin által lehetővé tett empátiával, amelynek révén képesek más halak félelmét érzékelni. A bizonyítékok 2019-es áttekintése azt mutatja, hogy – a hüllőkhöz hasonlóan – számos érzelmet tapasztalhatnak meg, így például örömöt és szorongást.

## Fordítás
Ez a szócikk részben vagy egészben  az   Animal cognition című angol Wikipédia-szócikk ezen változatának fordításán alapul.  Az eredeti cikk szerkesztőit annak laptörténete sorolja fel. Ez a jelzés csupán a megfogalmazás eredetét és a szerzői jogokat jelzi, nem szolgál a cikkben szereplő információk forrásmegjelöléseként.

## További olvasnivalók
- Behaviour, Development and Evolution. Cambridge: Open Book Publishers. DOI: 10.11647/OBP.0097 (2017. augusztus 16.). ISBN 978-1-78374-248-6
- Animal Spatial Cognition: Comparative, Neural, and Computational Approaches. [On-line.] [archivált változat] (2006. augusztus 16.). Hozzáférés ideje: 2024. szeptember 15. [archiválás ideje: 2022. március 2.]
- Through a window. London: Penguin (1991. augusztus 16.)
- Animal minds : beyond cognition to consciousness. University of Chicago Press (2001. augusztus 16.). ISBN 9780226308654
- Theories of learning, 2nd, London: Methuen (1958. augusztus 16.)
- Mindreading Animals: The Debate over What Animals Know about Other Minds. The MIT Press (2009. augusztus 16.)
- Intelligence in nature : an inquiry into knowledge. New York: Jeremy P. Tarcher/Penguin (2005. augusztus 16.). ISBN 1585424617
- Cognitive psychology. New York: Appleton-Century-Crofts (1967. augusztus 16.)
- Animal intelligence, 4th, London: Kegan Paul, Trench (1886. augusztus 16.)
- Cognition, evolution, and behavior, 2nd, Oxford: Oxford University Press (2010. augusztus 16.). ISBN 9780195319842
- Contingencies of reinforcement: a theoretical analysis. New York: Appleton-Century-Crofts (1969. augusztus 16.)
- de Waal, Frans. Are We Smart Enough to Know How Smart Animals Are?. W. W. Norton & Company (2016). ISBN 978-0393246186